# Condado de Ellsworth
El condado de Ellsworth (en inglés: Ellsworth County) es un condado en el estado estadounidense de Kansas. En el censo de 2000 el condado tenía una población de 6.525 habitantes. La sede de condado es Ellsworth. El condado fue fundado el 26 de febrero de 1867 y fue nombrado en honor al Fuerte Ellsworth, el cual a su vez fue nombrado en honor al teniente Allen Ellsworth, quien supervisó la construcción del fuerte en 1864.

## Geografía
Según la Oficina del Censo, el condado tiene un área total de 1.874 km² (723 sq mi), de la cual 1.854 km² (716 sq mi) es tierra y 20 km² (7 sq mi) (1,04%) es agua.

### Condados adyacentes
- Condado de Lincoln (norte)
- Condado de Saline (este)
- Condado de McPherson (sureste)
- Condado de Rice (sur)
- Condado de Barton (suroeste)
- Condado de Russell (noroeste)

## Demografía
En el  censo de 2000, hubo 6.525 personas, 2.481 hogares y 1.639 familias residiendo en el condado. La densidad poblacional era de 9 personas por milla cuadrada (4/km²). En el 2000 había 3.228 unidades habitacionales en una densidad de 4 por milla cuadrada (2/km²). La demografía del condado era de 93,67% blancos, 3,56% afroamericanos, 0,48% amerindios, 0,25% asiáticos, 0,02% isleños del Pacífico, 0,86% de otras razas y 1,18% de dos o más razas. 3,59% de la población era de origen hispano o latino de cualquier raza. 
La renta promedio para un hogar del condado era de $35.772 y el ingreso promedio para una familia era de $44.360. En 2000 los hombres tenían un ingreso medio de $30.110 versus $20.486 para las mujeres. La renta per cápita para el condado era de $16.569 y el 7,20% de la población estaba bajo el umbral de pobreza nacional.

## Ciudades y pueblos
- Ellsworth
- Holyrood
- Kanopolis
- Lorraine
- Wilson